# Food Policy
Food Policy is een internationaal, aan collegiale toetsing onderworpen wetenschappelijk tijdschrift op het gebied van de agropolitiek. De naam wordt in literatuurverwijzingen meestal afgekort tot Food Pol. Het tijdschrift werd oorspronkelijk uitgegeven onder de naam van IPC Science and Technology Press, later door Elsevier.